# Nith
Nith je řeka v jihozápadním Skotsku (oblasti Východní Ayrshire a Dumfries a Galloway), dlouhá 112 km. Její povodí zaujímá plochu 1 230 km² a nese historický název Nithsdale. Řeka pramení nedaleko Dalmellingtonu v nadmořské výšce 425 m a vlévá se do zálivu Solway Firth. Přítoky jsou Afton Water, Kello Water, Euchan Water, Mennock Water, Enterkin Burn, Carron Water, Scar Water a New Abbey Pow.
Na řece leží města New Cumnock, Thorhill a Dumfries. Přes Nith vedou památkově chráněné mosty Auldgirth Bridge a Devorgilla Bridge. V okolí se provozuje chov ovcí a těžba uhlí.
Estuár je chráněnou ptačí oblastí, kde zimuje berneška bělolící, morčák velký, vodouš rudonohý a další druhy. Loví se zde losos obecný a pstruh obecný mořský, v ústí řeky žije také mihule mořská. Na statku Ellisland žil Robert Burns, který tomuto kraji věnoval báseň The Banks Of Nith.